# Rudolf Kolm

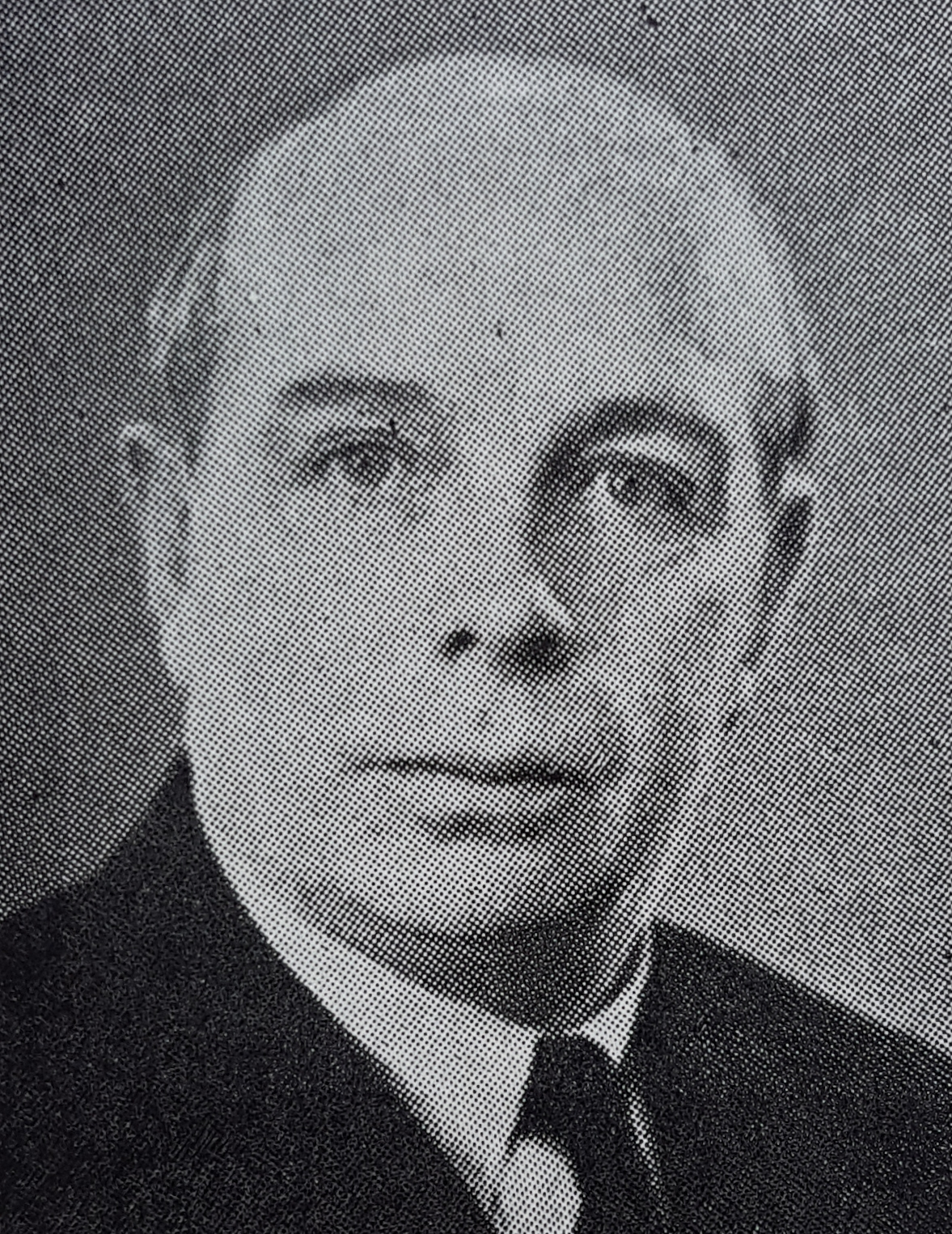
Rudolf Kolm

Carl Rudolf Kolm, född 7 juni 1890 i Göteborg, död 29 april 1971 i Stockholm, var en svensk väg- och vattenbyggnadsingenjör.
Rudolf Kolm var son till apotekaren Carl Fredrik Vilhelm Kolm. Efter mogenhetsexamen vid högre allmänna realläroverket på Norrmalm 1908 studerade han vid Kungliga Tekniska högskolan och avlade avgångsexamen från dess fackavdelning för väg- och vattenbyggnadskonst 1913. Kolm blev 1913 ingenjörselev vid järnvägsstyrelsens banbyrå, var 1914-1915 extraordinarie och 1916-1919 ordinarie underingenjör och 1920-1934 byråingenjör där. Han var 1930-1933 tillförordnad broinspektör vid Väg- och vattenbyggnadsstyrelsen och byråchef vid brobyrån och broinspektör där 1934-1946. 1946-1956 var Kolm överingenjör och chef för konstruktionsbyrån där. Han var ledamot av svenska Öresundsdelegationens tekniska expertgrupp 1954-1962, utredningsman åt väg- och vattenbyggnadsstyrelsen och riksantikvarieämbetet angående bevarande av kulturhistoriskt värdefulla brobyggnader 1956-1963.